# Eisenbahnagentur der Europäischen Union
Die Eisenbahnagentur der Europäischen Union (englisch European Union Agency for Railways; bis 2016: Europäische Eisenbahnagentur; englisch European Railway Agency; ERA) ist eine Agentur der Europäischen Union mit der Hauptaufgabe, die Sicherheit und Interoperabilität des Schienenverkehrs in der EU zu stärken. Die Entwicklung eines integrierten Bahnsystems in der Europäischen Union ist bisher durch unterschiedliche Technik und regionale Sicherheitsvorschriften behindert.

## Geschichte
Ein gemeinsames Konzept zu Fragen der Eisenbahnsicherheit und Kompatibilität der regionalen Systeme soll entwickelt, umgesetzt und kontrolliert werden. Mitte 2006 hat die Agentur – mit zunächst ungefähr 100 Mitarbeitern, die vor allem Fachleute aus dem Eisenbahnsektor waren – ihre Arbeit in vollem Umfang aufgenommen.
Geschäftsführender Direktor ist seit Januar 2015 der Österreicher Josef Doppelbauer. Der promovierte Physiker war zuletzt Vizepräsident für Forschung und Technologie bei Bombardier.
Im Rahmen des Vierten Eisenbahnpakets wurde die Agentur mit Wirkung zum 15. Juni 2016 von Europäische Eisenbahnagentur in „Eisenbahnagentur der Europäischen Union“ umbenannt.
Im Jahr 2019 richtete die ERA einen One-Stop-Shop (OSS) ein für die vereinfachte Bearbeitung aller Anträge für Fahrzeugzulassungen, Sicherheitsbescheinigungen und streckenseitige ERTMS-Zulassungen, insbesondere im grenzüberschreitenden Eisenbahnverkehr.

## Aufgaben und Ziele
Als Systemautorität besitzt die ERA die zentrale Zuständigkeit für Sicherheitsbescheinigungen von Eisenbahnverkehrsunternehmen und ist verantwortlich für die Zulassung grenzüberschreitend eingesetzter Fahrzeuge. Bei Schienenfahrzeugen, die ausschließlich im Binnenverkehr eines EU Mitgliedstaates eingesetzt werden, haben Betreiber die Wahl, diese von einer nationalen Behörde oder von der ERA zuzulassen.
Die ERA hat sich zum Ziel gesetzt, dass alle europäischen Großstädte mit einem gut getakteten und weit verzweigten Bahnnetz miteinander verbunden werden, dass Lokomotiven an Grenzübergängen aus technischen Gründen nicht mehr ausgewechselt werden müssen und dass der Frachtverkehr Europas zu einem großen Teil auf die Schiene verlagert wird, um die Straßen zu entlasten.
Im Zuge des vierten EU-Bahnpaketes wird auch die Schweiz mit ihren Regelungen schrittweise der ERA angenähert. Das Ziel der Schweiz ist aber eine Vollmitgliedschaft in der ERA.
Ab dem 1. Januar 2026 übernimmt die Europäische Eisenbahnagentur die Verwaltung des Railway Interchange Coding System für alle Akteure innerhalb der EU.

## Rechtsgrundlagen
Als Teil ihrer gemeinsamen Verkehrspolitik hat die EU verschiedene Rechtsvorschriften verabschiedet, die ein aus technischer Sicht integriertes europäisches Eisenbahnrecht ermöglichen sollen. Die ERA wurde aufgrund einer dieser Vorschriften, der Verordnung (EG) Nr. 881/2004 vom 29. April 2004 geschaffen. Seit 2016 bildet die Verordnung (EU) 2016/796 die Rechtsgrundlage.

## Sitz
Die Hauptquartiere der Agentur liegen beide in Nordfrankreich, im an Belgien grenzenden Département Nord. Das nominelle Hauptquartier und die Büros sind in Valenciennes, während die Konferenzen überwiegend im benachbarten Lille stattfinden.